# Philippe Adams
Philippe Adams (Mouscron, 19 novembre 1969) è un ex pilota automobilistico belga di Formula 1 che ha gareggiato nel campionato 1994 con la Lotus, fu un puro pay driver, ovvero pagò 500.000 dollari per correre due gran premi.
Prima della sua breve carriera in Formula 1 arrivò secondo nel Campionato Britannico di Formula 3 nel 1992 e vinse il Campionato Britannico di Formula 2 nel 1993. Dopo la sua esperienza in Formula 1, ha corso in categorie nazionali di corse per berline.

## Risultati F1
| 1994 | Scuderia | Vettura   |  |  |  |  |  |  |  |  |  |  |     |  |    |  |  |  |  | Punti | Pos. |
| ---- | -------- | --------- |  |  |  |  |  |  |  |  |  |  | --- |  | -- |  |  |  |  | ----- | ---- |
| 1994 | Lotus    | Lotus 109 |  |  |  |  |  |  |  |  |  |  | Rit |  | 16 |  |  |  |  | 0     |      |

| Legenda | 1º posto     | 2º posto | 3º posto    | A punti         | Senza punti/Non class.  | Grassetto – Pole position Corsivo – Giro più veloce |
| Legenda | Squalificato | Ritirato | Non partito | Non qualificato | Solo prove/Terzo pilota | Grassetto – Pole position Corsivo – Giro più veloce |